# Anna Forstén
Anna Mathilda Bernhardina Forstén, född 19 oktober 1846 i Nurmijärvi, död 3 januari 1926 i Helsingfors, var en finländsk operasångerska (mezzosopran) och sångpedagog.

## Biografi
Forstén var dotter till prästen Mortimer Forstén och Louise Danielson. Fadern var då pastorsadjunkt i Nurmijärvi och blev under Forsténs barndom kyrkoherde i Helsingfors. Familjen var konstnärligt lagd; fadern var en duktig sångare, Anna lärde sig tidigt att sjunga och brodern Filip Forstén blev sedermera operasångare och sångpedagog i Wien. Efter att familjen bosatt sig i Helsingfors, inledde Forstén musikstudier för Henriette Nyberg och studerade sång för Emilie Mechelin.
Studierna fortsatte sedan utomlands för Nissen Solman i Sankt Petersburg, Jean Jaques Masset i Paris och Silvia Della Valle i Milano. Senare studerade hon även för Pauline Lucca och hos brodern Filip i Wien. När kejsaren Alexander II besökte Viborg 1872, sattes under Kaarlo Bergboms ledning en föreställning upp på finska teatern. Forstén sjöng då ett större mezzosopranstycke.
Efter att verkat som sångpedagog i femton år, förlorade Forstén sin röst, men fortsatte ändå att undervisa. I 21 år var hon sånglärare vid Viborg svenska flickskola och till hennes många elever hörde Alexandra Ahnger, Dagmar Hagelberg-Raekallio, Ina von Pfaler och Mally Burjam-Borga. 1886 grundade hon en musikskola i Viborg och var en ledande person vid stadens nya musikskola, som öppnade 1918.
Forstén avled i Helsingfors 1926 och är gravsatt i Viborg.